# Kill Devil Hill (album)
Kill Devil Hill è il primo album in studio dell'omonimo supergruppo statunitense formato, tra gli altri, da Rex Brown e Vinny Appice.
Il disco è stato pubblicato il 22 maggio 2012 dalla SPV GmbH.
Il disco è stato preceduto dal videoclip per la canzone "Strange".

## Tracce
1. War Machine
2. Hangman
3. Voodoo Doll
4. Gates Of Hell
5. Rise From The Shadows
6. We're All Gonna Die
7. Strange
8. Time & Time Again
9. Old Man
10. Mysterious Ways
11. Up In Flames
12. Revenge

## Formazione
- Jason Bragg - voce
- Mark Zavon - chitarra
- Rex Brown - basso
- Vinny Appice - batteria